# Sadd-e Khākī-ye Hendūdar
Sadd-e Khākī-ye Hendūdar (persiska: سدّ خاکی هندودر) är en dammbyggnad i Iran.   Den ligger i provinsen Markazi, i den centrala delen av landet, 290 km sydväst om huvudstaden Teheran. Sadd-e Khākī-ye Hendūdar ligger 2 095 meter över havet.
Terrängen runt Sadd-e Khākī-ye Hendūdar är kuperad åt sydost, men åt nordväst är den platt. Runt Sadd-e Khākī-ye Hendūdar är det ganska glesbefolkat, med 48 invånare per kvadratkilometer. Närmaste större samhälle är Hendūdūr, 2,2 km väster om Sadd-e Khākī-ye Hendūdar. Trakten runt Sadd-e Khākī-ye Hendūdar består i huvudsak av gräsmarker.